# Nicolas Tcherepnine
Pour les articles homonymes, voir Tcherepnine.
Nicolas Nikolaïevitch Tcherepnine (en russe : Николай Николаевич Черепнин ; ISO 9 : Nikolaj Nikolaevič Čerepnin) est un compositeur, chef d'orchestre et pédagogue russe, né le 15 mai 1873 à Saint-Pétersbourg et mort le 26 juin 1945 à Issy-les-Moulineaux.

## Biographie
Avec Serge Rachmaninov (1873-1943), Alexandre Glazounov (1865-1936), Anatoli Liadov (1855-1914), Nicolaï Medtner (1879-1951), Anton Arenski (1861-1906) et Sergueï Taneïev (1856-1915), parfois appelés « les grands épigones », il fait partie des successeurs du Groupe des Cinq. Ces compositeurs renforcèrent les positions acquises par leurs prédécesseurs et tentèrent d'« universaliser » la musique russe.
Nikolaï Tcherepnine est né le 15 mai 1873 à Saint-Pétersbourg. Il étudie au Conservatoire de sa ville natale, où il est l'élève de Rimski-Korsakov entre 1895 et 1898. À partir de 1905, il enseigne dans l'établissement l'orchestration et la direction d'orchestre, et compte en particulier Sergueï Prokofiev au nombre de ses élèves.
En 1908, il est nommé chef d'orchestre au théâtre Mariinsky et à l'Opéra impérial de Saint-Pétersbourg. Il dirige la saison inaugurale des Ballets russes à Paris en 1909.
Après la Révolution russe de 1917, il est directeur du Conservatoire de Tiflis de 1918 à 1921, puis s'installe à Paris. Il devient directeur du Conservatoire russe de 1925 à 1929, puis de 1938 à 1945. Il meurt à Issy-les-Moulineaux le 26 juin 1945.
Il est le père du pianiste et compositeur Alexandre Tcherepnine.
Tcherepnine a été l'un des compositeurs privilégiée des Ballets russes de Diaghilev, auteur notamment du Pavillon d'Armide (1907) et de Narcisse et Echo, donné en 1911 (décors de Léon Bakst, chorégraphie de Michel Fokine, avec Tamara Karsavina et Vatslav Nijinsky).
Le Variation - Allegro - Moderato tranquillo - Vivace - Grave. Maestoso e molto sostenuto de son ballet Le Pavillon d'Armide sert de générique à l'émission Un dîner en musique, diffusée quotidiennement sur Radio Classique.
Esthétiquement, « sa musique incarne les meilleurs éléments de l'école nationale russe. Elle est mélodieuse et harmonieuse, lyrique et dynamique ; dans certaines de ses œuvres, une certaine couleur laisse transparaître l'influence de l'impressionnisme français. »

## Œuvres
Parmi son catalogue, figurent notamment :

### Opéras
- Svat (1930)
- Vanka (1932)

### Ballets
- Le Pavillon d'Armide (créé le 25 novembre 1907 à Saint-Pétersbourg)
- Narcisse et Echo, (créé le 26 avril 1911 à Monte-Carlo)
- Le Masque de la mort rouge (Petrograd, 29 janvier 1916)
- Dionysus (1922)
- Conte de fées russe (1923)
- Romance de la maman (1924)

### Musique pour orchestre
- La Princesse lointaine, prélude pour la pièce d'Edmond Rostand (1897)
- Fantaisie dramatique (1903)
- Le Royaume enchanté, tableau symphonique (1904)
- Concerto pour piano (1907)

### Musique de chambre
- Poème lyrique, pour violon et piano
- Cadence fantastique, pour violon et piano
- Un air ancien, pour flûte et piano
- Pièce calme, pour hautbois et piano
- Pièce insouciante, pour clarinette et piano
- Variations simples, pour basson et piano
- Fanfare, pour trompette et piano
- Quatuor à cordes
- Quatuor pour cors
- Divertissement pour flûte, hautbois et basson
- Sonatine pour instruments à vent, timbales et xylophone

### Musique pour piano
- 14 Esquisses sur les images d'un alphabet russe
- Primitifs
- Pièces de bonne humeur
- Pièces sentimentales

### Musique vocale
- Musique liturgique du rite orthodoxe russe comprenant des messes a cappella
- Pèlerinage et passions de la Vierge Marie (Paris, 12 février 1938)
- Plus de 200 mélodies